# KLDE
Koordinaten: 30° 51′ 55″ N, 100° 35′ 36″ W
KLDE oder KLDE-FM ist ein US-amerikanischer Oldies-Hörfunksender aus Eldorado im US-Bundesstaat Texas. KLDE sendet auf der UKW-Frequenz 104,9 MHz. Eigentümer und Betreiber ist die Tenn-Vol Corp.